# Rockabilly
Rockabilly este unul dintre primele stiluri ale muzicii rock 'n' roll, apărând în prima jumătate a anilor 1950, în Statele Unite. Ca un gen el îmbină sunetul folkului american și a stilurilor muzicale de vest, cum ar fi country și bluegrass, cu rhythm and blues, spre ceea ce-i considerat a fi rock and roll-ul "clasic".
Termenul „rockabilly” este un portmanteau între termenii „rock 'n' roll” și „hillbilly”, acesta din urmă facând trimitere la muzica country, adesea numită muzică hillbilly în anii 1940 și 1950. Alte influențe asupra stilului rockabilly sunt stilurile de muzică western swing, blues, boogie woogie și jump blues. Originile curentului rockabilly provin în primul rând din sudul Statelor Unite.
Popularitatea stilului a inceput în anii 1960, și a durat până la sfârșitul anilor 1970 și începutul anilor 1980. Rockabilly se bucură și în prezent de un mare succes, dezvoltandu-se chiar și sub forma unei subculturi.

## Origini
Începând cu primele înregistrări de muzică country din 1920, a existat mereu o legatură strânsă între acest tip de muzică și blues. Primul hit country la nivel național a fost „Wreck of the Old '97” , baladă înregistrată de Vernon Dalhart, alături de melodia „Lonesome Road Blues” care de asemenea a devenit foarte populară.
Jimmie Rodgers (prima vedetă adevărată de muzică country), a fost cunoscut sub numele de „Blue Yodeler”. Cele mai multe cântece ale sale aveau la bază acorduri blues, dar cu o instrumentație și un sound foarte diferit față de contemporanii săi negrii: Blind Lemon Jefferson și Bessie Smith.
Între anii 1930 și 1940, două noi stiluri muzicale s-au întrepătruns, combinând stilul country cu stilurile muzicale black de la momentul respectiv. Bob Wills împreună cu Texas Playboys au fost principalii susținători ai stilului western swing. Ei au combinat vocea „country” cu metoda „steel guitar” împreună cu influențe „Big Band” de jazz. Prin stilul adoptat, Wills s-a bucurat și el de o mare popularitate. După declanșarea nebuniei la nivel național, în 1938, datorată artiștilor de muzica blues ca Meade Lux Lewis și Pete Johnson, muzicienii country ca Luna Mullican, Delmore Brothers, Tennessee Ernie Ford, The Maddox Brothers and Rose au început să înregistreze în stilul „Hillbilly Boogie”, adică voci „hillbilly” pe linii de bass în stil boogie.
The Brothers Maddox and Rose au adus o contribuție majoră la vârsta de aur a curentului rockabilly, cu acele slapp-uri de bass pe care Fred Maddox le-a inventat. Unii critici muzicali consideră că au reprezentat mai mult decât parte din acea perioadă de aur Rockabilly, însă au fost chiar și prima formație „rockabilly”.
Emmylou Harris consideră că artiști precum Rose Maddox nu au primit totuși recunoașterea pe care ar fi meritat-o.
În februarie 1953, Zeb Turner înregistrează melodia „Jersey Rock”, un amestec de stiluri muzicale, versuri, dans și chitară solo. Acesta este un alt exemplu de mixare a mai multor genuri muzicale în prima jumătate a anului 1950.
Bill Monroe este cunoscut ca inițiator al stilului country bluegrass, un stil aparte de muzică country. Multe dintre cântecele sale aveau structură de blues, în timp ce altele au luat formă de balade folk, de cântece de acompaniament cântate la pian, specifice sec. IXX (parlor songs), sau de valsuri. Bluegrass a fost la începutul anilor ‘50 o ramură a stilului country, și este adesea menționat ca o influență în dezvoltarea curentului rockabilly.
Stilul de muzică The Honky Tonk se axa asupra vieții clasei muncitoare, deseori tragică, cu teme ca: pierderea dragostei, adulter, singurătate, alcoolism, și de autocompătimire. Acest stil include de asemena cântece energice, într-un ritm rapid Hillbilly Boogie. Unii dintre cei mai bine cunoscuți muzicieni care au înregistrat astfel de melodii sunt: Delmore Brothers, Maddox Brothers and Rose, Merle Travis, Hank Williams, Hank Snow, și Tennessee Ernie Ford.
Curtis Gordon în 1953 înregistrează melodia „Rompin’ and Stompin’”, într-un ritm rapid (uptempo) hillbilly-boogie, conținând versurile: „Way down south where I was born, They rocked all night 'til early morn', They start rockin', They start rockin' an rollin'”. Ele atestă pentru prima dată termenul „rock 'n' roll”.

## Folosirea termenului Rockabilly
Într-un interviu ce poate fi văzut la Experience Music Projext, Barbara Pittman afirma: „A fost atât de nou și atât de ușor. A fost o schimbare la trei corzi. Termenul rockabilly a fost folosit de fapt ca o insultă pentru rockerii din sud, dar în timp, conceptul și-a câștigat demnitate. A fost felul lor de a ne numi hillbillies.”
Cu toate că termenul era de ceva vreme folosit, chiar înainte ca Burnettes să folosească exprimarea „Rock Billy Boogie”, una din primele utilizări ale termenului rockabilly a fost în 23 iunie 1956, în recenziile Billboard privind „Rock Town Rock” a lui Ruckus Tyler.
Primul disc care avea să conțină termenul rockabilly în titlul unei piese a fost în noiembrie 1956, intitulându-se „Rock a Billy Gal”.

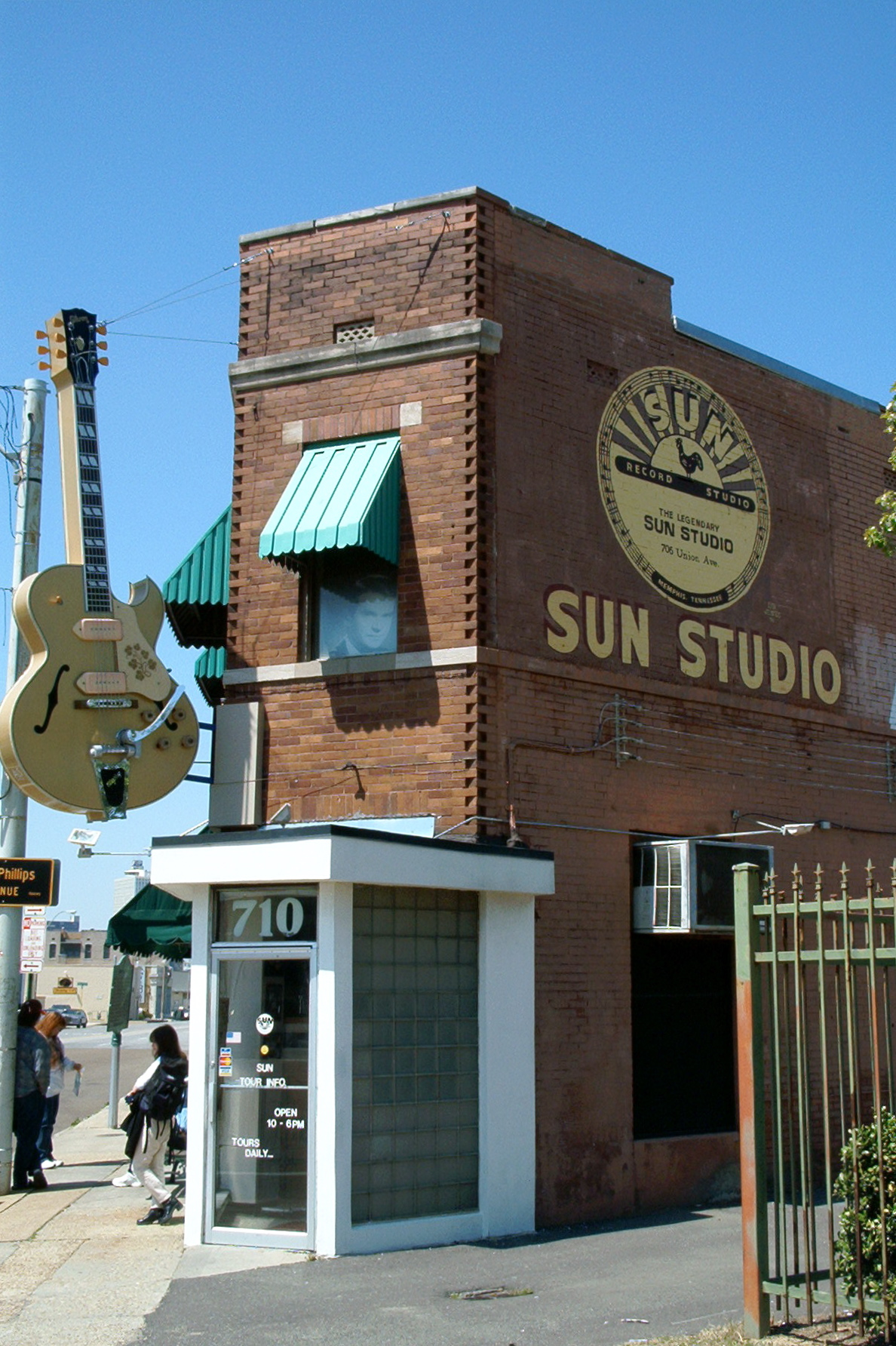
Studiourile Sun

## Cash, Perkins, Presley și Casa de discuri Sun
În 1954, atât Johnny Cash cât și Carl Perkins și-au început cariera cu audiții pentru Sam Phillips. Cash spera să înregistreze muzica gospel, însă Phillips nu a fost de acord, respingând imediat ideea lui Cash. Acest lucru i-a adus lui Cash amânarea afirmării sale ca muzician până în 1955. În octombrie 1955 Carl Perkins și The Perkins Brothers Band și-au făcut apariția la studiourile Sun, iar Sam Phillips a înregistrat piesa originală a lui Perkins „Movie Magg”, care a fost lansată la începutul lui martie 1955, folosind marca Phillip’s Flip, marcă în întregime atribuită muzicii country.
Carl Perkins a ținut cont de dorința publicului de a dansa pe ritmuri de muzică mai rapide și a început să compună un stil de muzică ce nu era nici country dar nici blues, însă conținea elemente din ambele stiluri.
După refuzuri din partea mai multor case de înregistrări din New York, pe motivul că acest mix între muzica country și aceea ce conținea ritmuri specifice africane nu corespundea tendințelor comerciale din acea vreme, în 1954, după aproape un an de la primele înregistrări ale lui Elvis Presley la Sun Records, Memphis, Tennessee, Carl Perkins va înregistra și el la aceeași casă de înregistrări primele melodii. Recunoașterea avea să vină atunci când a început să concerteze alături de Elvis Presley în teatrele din Arkansas.

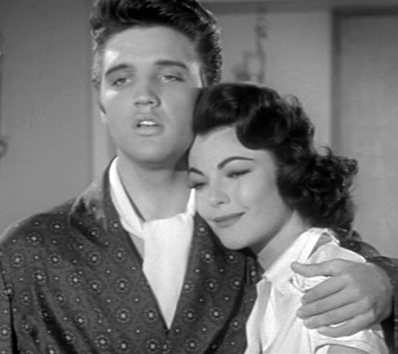
Elvis Presley şi Judy Tyler în filmul Jailhouse Rock

Casa de discuri Sun a fost o marcă independentă condusă de Sam Philips în Memphis, Tennessee. Timp de câțiva ani, Phillips a înregistrat și difuzat interpreți de blues și country din zonă. De asemenea a oferit un serviciu prin care oricine putea sa-și înregistreze un disc cu două piese pentru suma de 3,98$ (plus taxe).
Un tânăr pe nume Elvis Presley, a venit să înregistreze la Sun Records pentru a-i face o surpriză mamei sale.
Conform spuselor lui Phillips, „95% dintre cei cu care am lucrat au fost oameni de culoare și majoritatea dintre ei oameni fără un nume. Elvis s-a potrivit perfect. A fost născut și crescut în saracie. A fost în jurul oamenilor de culoare extrem de mult. A fost în jurul acelor oameni care aveau prea puține bunuri materiale.”
Presley l-a impresionat îndeajuns pe Phillips, încat acesta a ales ca și colaboratori pentru tânărul Elvis pe chitaristul Scotty Moore, iar apoi l-a cooptat pe basistul Bill Black, ambii de la Starlight Wranglers, o formație locală de western swing. Trio-ul a repetat o mulțime de cântece, de la tradiționalul country la „Harbor Lights” a lui Bing Crosby, până la gospel. Pe 5 iulie 1954, în timpul unei pauze, Elvis “a sărit… a luat chitara și a început să cânte „That’s Alright Mama” (un blues din 1946, de Arthur „Big Boy” Crudup). Scotty și Bill l-au acompaniat. Emoționat, Phillips le-a spus: „luați-o de la capat”. Două sau trei duble mai târziu, Phillips avea o înregistrare ce urma a fi lansată pe 19 iulie 1954, plus o versiune “Elvis Presley, Scotty and Bill” a valsului lui Bill Monroe, „Blue Moon of Kentucky”, o piesă country clasică.
Discurile Presley înregistrate la Sun îi prezintă pe vocalii săi și chitara ritmica, percuția bass slapped a lui Bill Black, precum și Scotty Moore la chitară electrică. Slap bass a fost materie primă încă din 1940, atât pentru stilul western swing cât și pentru cel hillbilly. Comentând asupra stilului în care cânta la chitară, Scotty Moore a spus: “Tot ce vă pot spune este că am furat de la fiecare chitarist pe care l-am auzit de-a lungul anilor.” Dar ceea ce face special acest album este vocea lui Elvis, care exprimă atât un umor tineresc cât și o încredere în sine fără margini. Sentimentul pe care muzica lui il comunică este unul de libertate infinită.
Cu toate ca unii susțin că piesa „That’s All Right” a fost cu totul nouă, alții sunt de parere că „Nu a fost ca și cum nu aș mai fi auzit ceva similar înainte, nu a fost ca și cum ar fi luat naștere o nouă revoluție muzicală. Nu pentru că Elvis ar fi exprimat ceva nou, ci pentru că a exprimat ceea ce toți ceilalți au încercat să exprime.”
Când piesa „That’s All Right” a fost difuzată la radio Memphis, ascultătorii au sunat să întrebe detalii despre piesă. Cu toate acestea, din 18 august până pe 8 decembrie 1954, piesa „Blue Moon of Kentucky” a ocupat o poziție superioară în topuri. Nimeni nu a fost sigur că acest stil muzical va avea succes, așa că Elvis a fost descris ca fiind „The Hillbilly Cat” și „King of Western Bop”. De-a lungul anului următor, Elvis va înregistra încă 4 piese pentru casa de discuri Sun. Reprezentațiile upbeat sunt considerate piatra de temelie pentru stilul rockabilly: „tempo-ul agitat” (cum îl descrie Peter Guralnick) cu slap bass, ciupirea chitarei, multe ecouri, strigăte de încurajare, sunetele teatrale cu treceri bruște de la falsetto la bass și iar de la capăt.
Până la sfârșitul anului 1954, Elvis l-a întrebat pe D.J. Fontana (un toboșar nefolosit la adevăratul său potențial de către Louisiana Hayride): „Ai veni cu noi dacă am avea mai multe întâlniri?” Fiecare din piesele lui Presley înregistrate la casa de discuri Sun, combina pe o parte a discului o piesă blues iar pe cealaltă parte o piesă country, dar amândouă cântate cu aceeași forță și energie. În sesiunile din 1955, la scurt timp după ce Presley s-a mutat de la casa de discuri Sun la RCA, a fost susținut de o formație ce îi includea pe Moore, Black, Fontana, chitaristul lap steel Jimmy Day și pianistul Floyd Cramer. În 1956, Elvis obține voce backup prin Jordanaires. Înregistrarea piesei „Jailhouse Rock” pentru filmul cu același nume din 1957, acorda o mare importanță pianului și saxofonului.
Al doilea și al treilea disc al lui Presley nu au avut la fel de mult succes ca primul. Al patrulea însă, lansat în mai 1955, intitulat „Baby, Let’s Play House” a ajuns pe poziția 5 în topul național Billboard Country.

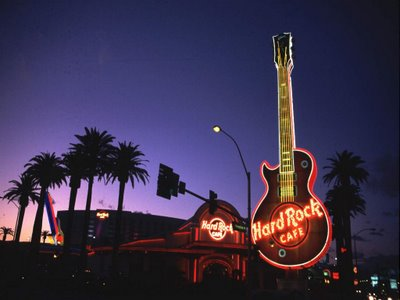
Johnny Cash

Johnny Cash s-a întors în 1955 la casa de discuri Sun cu piesa „Hey Porter”, compoziție proprie, împreună cu grupul său The Tennessee Three, care a devenit The Tennessee Two înainte ca sesiunea de înregistrare să fi luat sfârșit. Această piesă precum și „Cry! Cry! Cry!”, o altă piesă compusă de Cash, aveau să fie lansate în iulie. „Cry! Cry! Cry!” a reușit să intre în top 20 ajungând până pe poziția 14.
În august 1955, Sun lansează preluările lui Elvis după piesele „I Forgot to Remember to Forget” și „Mystery Train”. Piesa „Forgot....” a fost scrisă de artiștii country ale studiourilor Sun, Stan Kesler și Charlie Feathers, piesă ce a stat în clasamentul Billboard country timp de 39 săptămâni, iar 5 săptămâni ocupând locul 1. „Mistery Train” cu drepturi de autor ale lui Herman „Little Junior” Parker și Sam Phillips, a ajuns pe locul 11.
În mare parte din anul 1955, Cash, Perkins, Presley și alți artiști din Louisiana Hayride au fost împreună în turneu în Texas, Arkansas, Louisiana și Mississippi. Sun a lansat în octombrie încă două piese de-a lui Perkins: „Gone, Gone, Gone” și „Let the Jukebox Keep on Playing”.
Critici ai momentului, afirmau în această perioadă de mari afirmări, ca muzicianul Carl Perkins ocupa totuși titlul de regele rockabilly.
Anul 1955 a fost de asemenea și anul în care piesa „Maybellene”, piesă cu puternice influențe hillbilly aparținând lui Chuck Berry a ajuns în topuri, devenind una dintre piesele de rezistență în mișcarea rockabilly, iar Bill Haley și a lui piesă „Comets’ Rock Around the Clock” a fost nu doar pe primul loc în topuri timp de 8 săptămâni, ci a ocupat și locul 2 în clasamentul melodiilor anului. Curentul rock ’n’ roll-ul și rockabilly în special încep să atingă perioada de expansiune maximă. În următorul an Presley și piesele sale „Heartbreak Hotel” și „Don't Be Cruel” vor deveni de asemena hituri.

## În 1956 stilul Rockabilly devine o tendință națională
În ianuarie 1956 au fost lansate 3 noi piese clasice de Cash, Perkins și Prelsey: „Folsom Prison Blues” de Johnny Cash, „Blue Suede Shoes” de Carl Perkins, ambele lansate la studiourile Sun și „Heartbreak Hotel” de Elvis Presley, lansată la RCA. Alte piese rockabilly lansate în aceeași lună au fost: „See You Later Alligator” de Roy Hall și „Whole Lotta Shakin’ Goin’ On” de The Commodores.
Single-ul „Blue Suede Shoes” a lui Carl Perkins a vândut chiar și 20.000 de discuri pe zi, fiind și prima piesă country care a vândut un million de exemplare, piesa ce se înscrisese în topul clasamentelor de rhythm, blues și pop.
Pe data de 11 februarie, Presley și Carl Perkins au apărut pentru a treia oară pe scena show-ului Dorsey Brothers, interpretând „Heartbreak Hotel” și „Blue Suede Shoes”. De-a lungul anului 1956, Elvis va mai interpreta de încă două ori la televiziunea națională „Blue Suede Shoes” și de încă 3 ori „Heartbreak Hotel”. Atât „Heartbreak Hotel” cât și „Don’t Be Cruel” au luat cu asalt topurile.
Studiourile de înregistrare Sun și RCA nu au fost singurele care au lansat muzica rockabilly. În martie, studioul Columbia a lansat „Honky Tonk Man” de Johnny Horton, studioul King a lansat „Seven Nights to Rock” de Moon Mullican, Mercury a intrat pe piață cu „Rockin’ Daddy” de Eddie Bond, iar Starday a lansat „Fat Woman” de Bill Mack. În acest timp Carl Perkins avea sa fie implicat într-un accident rutier major în drumul său spre o apariție la televiziunea națională.
În aprilie 1956, au debutat doi tineri din Mexico, Texas, iar aceștia au fost: Buddy Holly sub marca Decca, iar Roy Orbison ca membru „The Teen Kings” cu piesa „Ooby Dooby” sub marca Je-wel. Marile hit-uri aparținând lui Holly, nu vor fi lansate până în 1957. Janis Martin avea 50 de ani când RCA a inițiat un disc cu „Will You, Willyum”, unde Martin a compus „Drugstore Rock’n’Roll” ce a vândut peste 750.000 de copii. Casa de discuri King a venit pe piață cu un nou album semnat Moon Mullican la împlinirea vârstei de 47 de ani, conținând piesele „Seven Nights to Rock” și „Rock ’n’ Roll Mr. Bullfrog”. Încă 20 de discuri conținând diferite melodii au fost inițiate de casele de discuri precum: 4 Star, Blue Hen, Dot, Cold Bond, Mercury, Reject, Republic, Rodeo și Starday.
În aprilie și mai 1956, The Rock and Roll Trio, au avut un succes incredibil cu trei performanțe rockabilly în show-ul Ted Mak’s TV Talent, câștigând de fiecare dată și având asigurată o poziție în finala supershow-ului din septembrie.
Gene Vincent și His Blue Caps au înregistrat piesa „Be-Bop-A-Lula”, ce a fost lansată pe data de 2 iunie 1956, piesă acompaniată de Woman Love. În 21 de zile a vândut peste 200.000 de discuri, fiind în topurile pop și country timp de două săptămâni și vânzând peste 1 milion de copii. Aceeași muzicieni vor mai avea două lansări, prima în 1956 urmată de cea de-a doua în ianuarie 1957.
„Queen of Rockabilly”, primul disc semnat Wanda Jackson a fost lansat în iulie, iar „I Gotta Know” a fost lansat sub marca Capitol, urmat în noimebrie de „Hot Dog That Made Him Mad”. Casa de discuri Capitol va mai lansa alte nouă discuri cu Jackson înainte de sfârșitul anilor 50, unele conținând chiar piese scrise de ea.
Cu toate că discurile lui Ricky Nelson au fost lansate la începutul lui aprilie 1957, primul său hit „Believe What You Say” a apărut doar în martie 1958.
Primul album Jerry Lee Lewis a fost lansat pe 22 decembrie 1956, iar piesa “Crazy Arms” conținută pe album a atins locul 1 în clasamentul Ray Price timp de 20 de săptămâni. Lewis va mai lansa hit-uri în 1957 versiuni proprii ale pieselor „Whole Lot Of Shakin’ Going On” lansată în mai și „Great Balls Of Fire” realizată împreună cu cei de la Sun. „Great Balls Of Fire” a fost cel mai mare hit al său, aducându-i faimă națională și internațională, în ciuda criticii pieselor cu tentă sexuală ce au făcut ca unele posturi de radio să le boicoteze.
Conform spuselor unor surse de încredere (cum a fost Johnny Cash, Lewis care se considera un creștin devotat, era de asemenea tulburat de natură păcătoasă a propriului său material muzical, despre care credea cu fermitate că-l va conduce pe el și audiența sa în iad. Acest aspect a fost arătat și în portretul realizat de Waylon Payne în filmul din 2005 „Walk the Line”, bazat pe autobiografiile lui Cash.
Lewis a fost unul din pionierii pianului rock, nu numai prin sound, ci și prin interpretarea sa dinamică. 
Turbulenta viață personală a lui Lewis a fost ascunsă publicului până la turneul din Anglia din mai 1958, când Ray Berry, un reporter de la o agenție de știri a aflat la aeroportul din Londra (singurul jurnalist prezent) despre a treia soție a lui Lewis, Myra Gale Brown. Ea era verișoara de gradul doi cu Lewis, în vârstă de doar 13 ani. Publicitatea a cauzat o mare zarvă, iar turneul a fost anulat după doar trei concerte. Scandalul l-a urmărit pe Lewis în America, și ca rezultat, a fost trecut pe lista neagră la radio și aproape că a dispărut de pe scena muzicală.
Cu toate că Jerry Lee Lewis era încă sub contract cu casa de discuri Sun, a încetat să mai înregistreze. A ajuns de la concerte de 10 000$ pe noapte, la 250$ pe seară în baruri și cluburi mici. Pe la mijlocul anului 1960, în Europa popularitatea lui Lewis și-a revenit cumva, în special în Marea Britanie și Germania. Albumul live intitulat „Live at the Star Club”, a avut loc în Hamburg 1964, unde Lewis a înregistrat împreună cu The Nashville Teens și este considerat unul dintre cele mai bune albume live de rock and roll.

## Implicațiile curentului Rockabilly la nivel cultural
Au fost sute de muzicieni care și-au înregistrat melodiile în stil rockabilly. Lista RCS publicată online afișează 262 de muzicieni doar la litera A. Mulți dintre ei au influențat puternic evoluția muzicii rock. Stilistic vorbind, dezvoltarea muzicii rock ’n’ roll a fost inevitabilă, iar impactul cultural a fost de asemenea inevitabil. El s-a datorat în primul rând lui Elivs Presley, care a combinat entuziasmul musical a lui Hank Williams cu carisma adolescentină a lui James Dean. Înfățișarea lui Presley, concertele sale scandalos de sexy și inovația muzicală îl vor face în primul rand eroul adolescenților. Ca și rezultat, muzica sa și a succesorilor săi va deveni caracteristica de bază a culturii tinerei generații în a doua jumătate a secolului XX.
Muzica rockabilly a cultivat o atitudine ce i-a asigurat durabilitatea în rândul adolescenților. Această atitudine a fost o combinație de rebeliune, sexualitate și libertate - o expresie jignitoare la adresa vechii culturi familiale precum și a autorităților. A fost prima dată când stilul rock ’n’ roll a fost exprimat de muzicienii albi, astfel stabilindu-se o revoluție culturală care se resimte și astăzi.

## Influența rockabilly în Marea Britanie și invazia britanică în Statele Unite

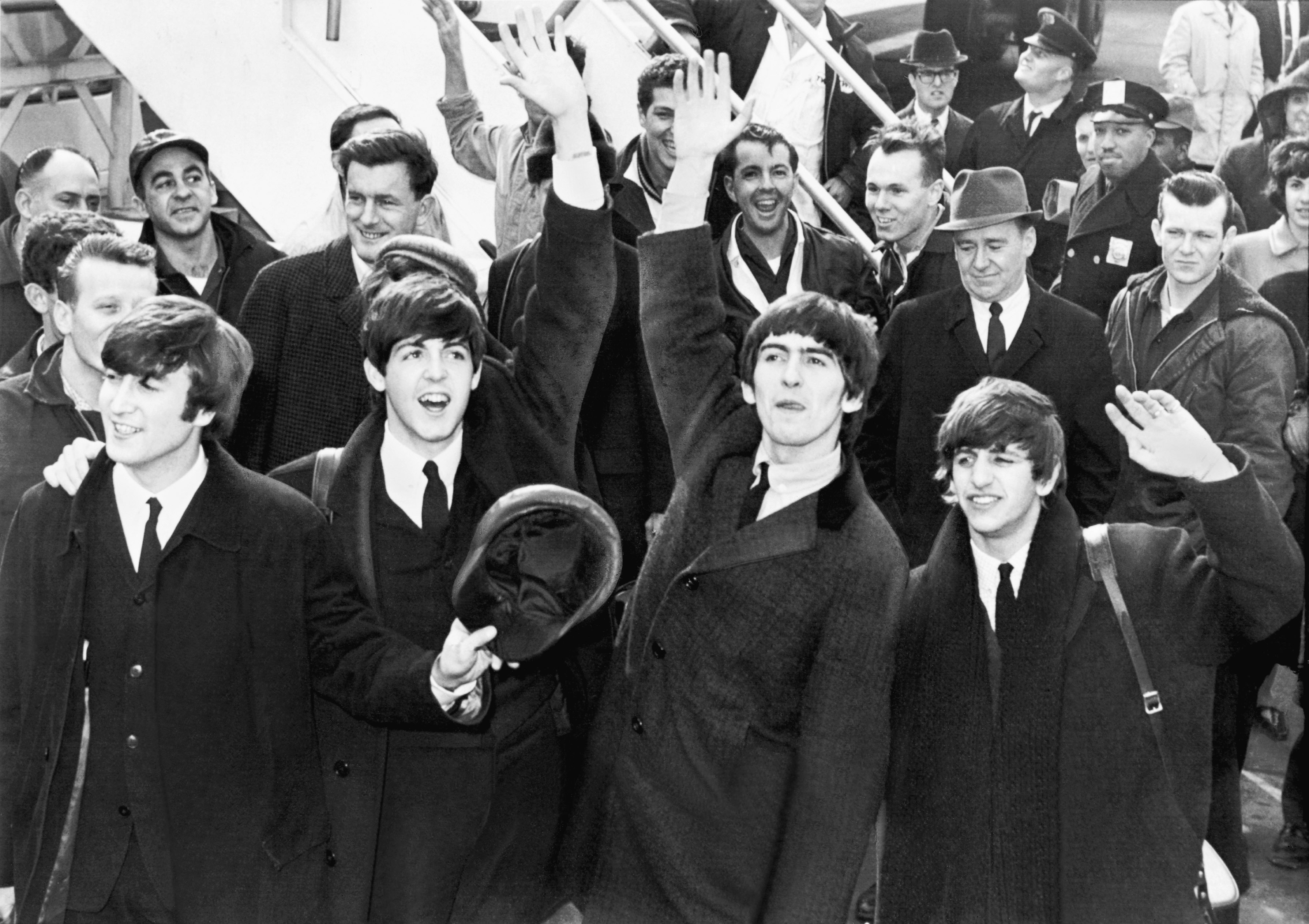
The Beatles, reprezentanți ai curentului Teddy Boys

Primul val de fani rockabilly în Anglia au fost numiți Teddy Boys pentru că obișnuiau să poarte paltoane lungi în stil Edward (sau redingotă, adică haină bărbătească de ceremonie de culoare neagră), alături de pantaloni negrii, drepți, și pantofi gen brothel creeper. La începutul anilor '60, stilul teddy boy a evoluat în rock, adoptându-se un stil clasic de tricouri murdare, blugi și jachete de piele ce se potrivea cu tunsoarea gen pompadour. Cultura rock se referea adeseori la cultura rock ’n’ roll din anii '50, iar artiști precum Gene Vincent și unii fani rockabilly au format trupe și au abordat versiuni proprii și originale, precum trupa britanică The Beatles.
Când John Lennon l-a întâlnit pentru prima oară pe Paul McCartney, a fost impresionat de faptul că acesta știa toate acordurile și versurile piesei „Twenty Flight Rock” de Eddie Cochran. Când trupa a devenit mai profesionistă și a început să concerteze în Hamburg, au luat numele The Beatle (inspirat de la Buddy Holly din The Crickets) și au adoptat stilul hainelor negre de piele de la Gene Vincent . Muzical vorbind, au combinat sensibilitatea melodică pop de la Holly cu sunetele dure rock ale lui Vincent și Carl Perkins. Când The Beatles au devenit staruri cunoscute în lumea întreagă, au lansat versiuni diferite a unor trei piese semnate Carl Perkins.
Chiar la mult timp după ce trupa s-a despărțit, membrii au continuat să-și exprime interesul în stilul rockabilly. În 1975, Lennon a înregistrat un album intitulat „Rock ’n’ Roll”, cuprinzând versiuni ale unor hit-uri rockabilly, coperta prezentându-l pe el îmbrăcat în haine de piele în stilul Gene Vincent. Aproape în aceeași perioadă, Ringo Starr a avut și el un hit cu o versiune a piesei „You’re Sixteen” de Johnny Burnette. În anii '80, McCartney a înregistrat un duet împreună cu Carl Perkins, iar George Harrison a cântat cu Roy Orbison în Travelling Wilburys. În 1999, McCartney lansează „Run Devil Run”, propriul său album de cover-uri rockabilly.
The Beatles nu a fost singura formație britanică influențată de stilul rockabilly. The Rolling Stones au înregistrat „Not Fade Away”, piesa originală fiind a lui Buddy Holly. The Who, în ciuda faptului că preferau mai mult stilul mod, au inclus în albumul lor Live at Leeds, cover-ul „Summertime Blues” de Eddie Cochran. Chiar și marii chitariști ai lumii, precum Jeff Beck și Jimmy Page au fost influențați de artiști rockabilly. Beck a înregistrat un album tribut adresat chitaristului Cliff Gallup a lui Gene Vincent, album intitulat Crazy Legs, iar formația lui Page, Led Zeppelin, s-a oferit în 1970 să lucreze pentru Elvis, însă Elvis nu le-a luat în considerare oferta. Ani mai târziu, Led Zeppelin și Robert Plant au înregistrat un album tribut muzicii anilor '50, intitulat The Honeydrippers: Volume One.

## Renașterea culturii Rockabilly
La începutul anilor ’70, unii tineri ascultători au realizat că dominația în topuri a muzicii light rock și disco a devenit extrem de comercializată, iar stilul art rock și rock progresiv a devenit pretențios și chiar exagerat. Acest tip de ascultători au dorit să revină la muzica simplă, gălăgioasă, rapidă și direct emoțională a rock ’n’ roll-ului timpuriu. Câțiva muzicieni și-au redus sunetul la trei corzi, chitare zgomotoase și versuri strigate creând astfel punk rock-ul. Alții muzicieni au revenit la inspirația rock 'n' roll-ului original al anilor ’50 și sfârșitul anilor ’70, dând naștere unei revitalizări a curentului rockabilly, ce devenise între timp o subcultură. La începutul anilor ’80, câteva formații precum Stray Cats au avut un mare succes.
Trupa Stray Cats a fost cea mai de succes trupă comercială dintre noii artiști rockabilly. Ea s-a format în 1979 în Long Island, când Brian Setzer a făcut echipă cu doi prieteni din școală, prieteni ce s-au auto-intitulat Lee Rocker și Slim Jim Phantom. Trio-ul a adoptat în totalitate stilul de îmbrăcăminte Gene Vincent, incluzând tunsori pompadour destul de exagerate, geci de piele și tatuaje abundente. Atrăgând puțină atenție în New York, în 1980 aceștia au plecat spre Londra unde au auzit că există o scenă rockabilly activă. Rolling Stones și Dave Edmunds au participat la primele lor show-uri, urgentându-le intrarea celor trei în studioul de înregistrări.
Pe scurt, trupa Stray Cats au avut 3 piese în Top Ten Marea Britanie și două cele mai bine vândute albume. S-au reîntors în Statele Unite unde au interpretat în show-ul tv „Fridays”, postând de-a lungul ecranului mesajul că nu au avut nici o ofertă de înregistrare în Statele Unite. Curând au fost preluați de casa de discuri EMI , iar primul lor video a aparut la MTV și a intrat în topurile Statelor Unite. Al treilea lor LP, „Rant ‘N’ Rave with the Stray Cats”, a luat topurile cu asalt atât în Statele Unite cât și în întreaga Europă, vânzând toate biletele de la toate spectacolele din 1983. Cu toate acestea, conflicte personale au dus la destrămarea trupei când aceasta era în apogeul popularității. Brian Setzer și-a început o cariera solo interpretând atât în stil rockabilly cât și swing, în timp ce Rocker și Phantom au continuat să înregistreze cu alte trupe atât împreună cât și separat. Trupa s-a reunit de câteva ori pentru a înregistra noi discuri sau pentru a merge în turnee, continuând să atragă o largă audiență live, cu toate că vânzările nu s-au mai apropiat de cele înregistrate la începutul anilor ’80.
În Anglia la începutul anilor ’70 a existat o scenă și un public ascultător de Teddy Boy și rock. Teddy Boys ascultau trupe precum Crazy Cavan, iar Rockerii ascultau rock ’n’ roll-ul anilor ’50. La începutul anilor ’70, Levi Dexter a fost în Londra unul dintre adepții stilului Teddy Boy. Dexter a frecventat ani de zile cercurile Teddy Boy, învătând să cânte și participând la jam session-uri cu formațiile Teddy Boy din respectiva perioadă, la cluburi precum Black Raven. Levi Dexter a fost descoperit mai târziu de către fostul manager al lui David Bowie, Lee Childers, în timp ce performa împreună cu Shakin’ Stevens. În câteva luni s-a format Levi Dexter și The Rockats. Au început să cânte live în show-uri tv precum The Merv Griffin Show și Wolfman Jack. Levi Dexter a fost numit „James Brown al stilului rockabilly”, aducând un nou val de energie scenei rockabilly și punk-ului timpuriu din Los Angeles. Levi a continuat să înregistreze discuri până în zilele noastre.

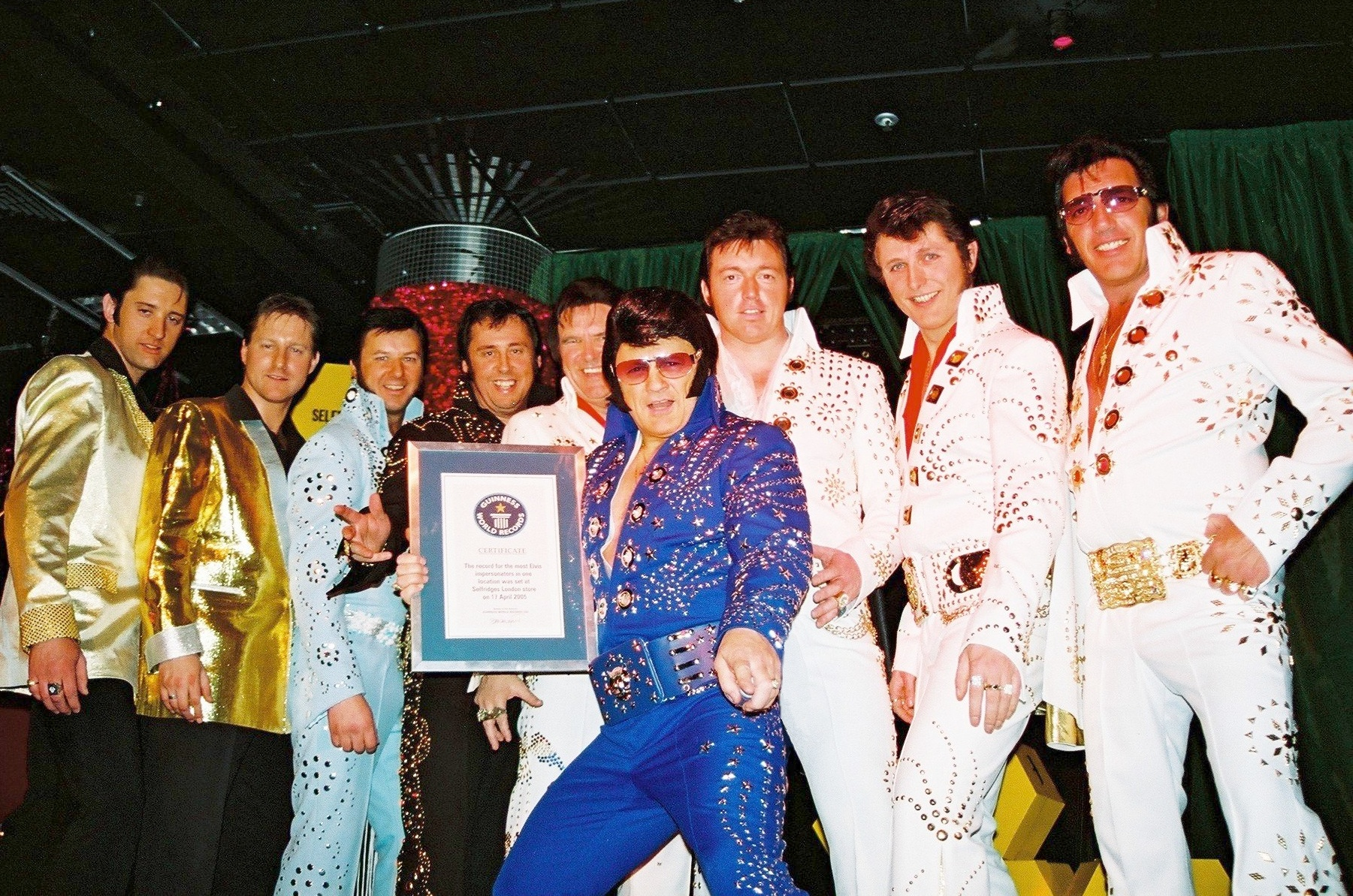
imitatori ai lui Elvis

În 1977 artistul rock ’n’ roll Robert Gordon, fost vocalist al formației punk Tuff Darts din New York, și-a inceput o cariera solo înterpretând vechi piese rockabilly. Spre deosebire de grupul Sha Na Na sau a imitatorilor Elvis, Gordon nu și-a prezentat muzica ca pe o glumă, ci a încercat să recapteze energia și emoția artiștilor din anii ’50. În același an 1977, Gordon a format o echipă cu chitaristul Link Wray și a înregistrat un album ce conținea un mic hit cu o preluare a piesei „Red Hot” de Billy Lee Riley. De asemenea, Gordon a inserat în albumul său Bad Boy, o preluare după „Nervous” de Gene Summers din 1958, album lansat în 1979 de casa de discuri RCA. A fost în turneu cu chitaristul Danny Gatton, iar una din aparițiile lor fiind lansată sub numele de The Humbler, o recreere sărăcăcioasă de hit-uri rockabilly și obscurități.
Gordon a lansat încă 4 albume pana în 1981 (primul cu o casă de discuri independentă Private Stock și apoi cu marca cunoscută RCA), realizând un succes pop minor și alte doua piese country ajungând pe poziții joase în topuri. Gordon a plecat în turneu în jurul Americii iar dedicarea și energia sa au inspirat mulți ascultători și muzicieni, determinându-i să înceapă explorarea muzicii rockabilly.
La începutul anilor ’80 au apărut The Diversions, o trupă din Washington D.C. influențați de stilurile timpurii ale rock 'n' roll-ului și rockabilly, înregistrând un succes regional la fel ca Tex Rubinowitz și Bad Boys care erau de asemenea din aceeași zonă. Scena din Washington D.C. a avut multe trupe rockabilly la începutul anilor ’80. Danny Gatton a înregistrat un succes notabil, interpretând melodii rockabilly si rock ’n’ roll, iar Johnny Seaton a fost un imitator Elvis la început și ulterior un rockabilly. Totuși, până la sfârșitul anilor ’80, scena rockabilly din Washington s-a estompat în obscuritate.
În 1975, Dave Edmunds s-a alăturat compozitorului Nick Lowe, formând trupa numită Rockpile. Au avut o perioada cu hit-uri minore în stilul rockabilly cu piese ca „I Knew the Bride (When She Used to Rock ’n’ Roll)”. Grupul a devenit popular în Anglia și Statele Unite, înregistrând totuși vânzări considerabile. Edmunds a educat și produs mulți artiști tineri care au împărtășit dragostea pentru muzica rockabilly, cei mai notabili fiind Stray Cats.
Shakin’ Stevens a fost un artist galic care a obținut celebritate în UK, evocându-l pe Elvis într-o piesă de teatru. În 1980, a adus în Top 20 din Marea Britanie, o preluare a melodiei „Marie Marie” după trupa The Blasters. Propulsarea de către Shakin’ Stevens a unor versiuni ale pieselor „This Ole House” și „Green Door” a dus la vânzări gigantice în Europa. Shakin’ Stevens a fost pe locul doi în topul vânzărilor "single artists", depășindu-i pe artiști ca Michael Jackson, Prince și Bruce Springsteen. În ciuda popularității sale în Europa, el nu a devenit niciodată popular în Statele Unite. În 2005, albumul său „Greatest Hits” a ajuns în vârful topurilor din Anglia.
Trupa The Blasters se baza în special pe talentul fraților Phil (ce interpretau la armonică și chitară) și a lui Dave Alvin (chitaristul principal și compozitorul). Frații și prietenii lor muzicieni au crescut într-un oraș de țară numit Downey, langa Los Angeles și și-au petrecut adolescența cântând cu legendarii muzicieni R&B, Big Joe Turner, Willie Dixon, Marcus Johnson (artistul principal de la trupa Jimmy Reed), și Lee Allen (saxofonistul lui Fats Domino și Little Richard). Învățând de la cunoscători rădăcinile muzicii americane, la sfârșitul anilor ’70 trupa a început să cânte în jurul Los Angeles-ului atrăgând publicul prin combinația sa de stiluri clasice, punk energy și stilul muzical a lui Dave Alvin. Au fost realizate câteva albume sub marca Slash, aparținând Warner Brothers, precum și câteva apariții în filme, dar au eșuat în crearea unor hituri de top, cu toate că vânzările au fost respectabile, iar trupa a avut o influență puternică printre fani și critici. Spre sfârșitul anilor ’80, Dave Alvin a părăsit formația pentru a-și începe o carieră solo, iar Phil s-a întors la UCLA pentru a-și lua doctoratul în matematică. În prezent, Phil pleacă în turnee cu noii membrii ai trupei The Blasters, iar membrii fondatori se reunesc ocazional pentru spectacole.
The Cramps au luat ființă pe scena punk în clubul New Yorkez CBGB, combinând sunete rockabilly primitive și sălbatice cu versuri inspirate din vechile filme horror, în piese precum „Human Fly” și „I Was a Teenage Werewolf”. Vocalul principal, Lux Interior, prin show-urile sale live imprevizibile și energice a atras un public fervent. Muzica lor psychobilly i-a influențat pe The Meteros și Reverend Horton Heat.
Queen a adus în 1979 un omagiu stilului rockabilly prin piesa „Crazy Little Thing Called Love”, ultima piesă rockabilly ce a ajuns pe locul întâi în Billboard Hot 100.
Jason & The Scorchers au combinat stilul heavy metal cu stilul Chuck Berry si Hank Williams, într-un mix cu puternice influențe punk, creând un adevarat stil rockabilly modern. Cu toate că mulți vor veni cu un alt stil precum alt-country sau cowpunk, Jason și The Scorchers au facut ceea ce Elvis și alții au facut la randul lor în anii ’50: au combinat cele mai tari sunete din actualul gen urban cu cele mai simple sunete country pentru a crea un sound nou care a avut mai multă forță decât sursele folosite. Cu toate că au fost preferații criticilor și au atras fani în Statele Unite, The Scorchers nu au reușit să aibă discul de succes cerut de eticheta lor. În zilele noastre nu mai sunt produse copii ale albumelor lor, cu toate că The Scorchers reapar periodic pentru noi turnee.
Multe alte trupe au fost asociate cu mișcarea rockabilly de la începutul anilor ’80, inclusiv The Rockats, Danny Dean și The Homewreckers, The Shakin’ Pyramids, The Polecats, Zantees, The Kingbees, Leroi Brothers, The Nervous Fellas, Lone Justice, și Chris Isaak.
În strânsă legătură a fost mișcarea “Roots Rock”, care a continuat de-a lungul anilor ’80, luând parte artiști ca: James Intveld (care mai târziu va pleca în turneu ca și chitarist principal pentru The Blasters), The Beat Farmers, Del-Lords, Long Ryders, The Fabulous Thunderbirds, Los Lobos, The Fleshtones, Del Fuegos și Barrence Whitfield și The Savages. Aceste trupe, la fel ca The Blasters, au fost inspirate de o întreagă arie de stiluri istorice americane precum: blues, country, rockabilly, R&B și jazz-ul din New Orleans. Ei au captat atenția ascultătorilor saturați de stilul commercial MTV - technopop si glam metal (stiluri ce au dominat radioul în acea perioadă).
De asemenea, în strânsă legătură dar cu mai mult succes, au fost artiștii ce au devenit faimoși, artiști precum Bruce Springsteen. Primul succes înregistrat de Springsteen a fost în topul pop cu piesa „Born to Run” din 1975 și a fost mereu influențat de stilurile timpurii (rockabilly, grupurile de fete din anii ’60, trupe de muzică garage și muzică soul). Bruce Springsteen a scris inițial piesa „Fire” pentru Robert Gordon, dar versiunea realizată de The Pointer Sisters a vândut mai multe copii decât cea pentru Gordon. Cu toate că a fost popular în anii ’70, LP-ul său din 1984 „Born in the USA” i-a adus un succes enorm. Nu numai că turneul de promovare a înregistrat un public record, dar piesele lui Springsteen au devenit omniprezente la radio și MTV. Albumul său a produs multe single hit-uri și câțiva dintre artiștii veterani cu orientări similare în muzică și versuri s-au bucurat la mijlocul anilor ’80 de o reînoire a popularității, artiști precum: Bob Seger, John Cougar Mellencamp, John Cafferty și the Beaver Brown Band.
În 1983, artistul country rock Neil Young a înregistrat un album rockabilly intitulat „Everybody’s Rockin’”. Albumul nu a reprezentat un succes comercial, iar Young a fost implicat într-un proces mult mediatizat cu casa de discuri Geffen, care l-a dat în judecată pentru că a realizat un disc care nu suna „precum un disc Neil Young”. Young nu a mai făcut nici un album în stilul rockabilly.
În sfârșit, în timpul anilor ’80, câteva dintre starurile muzicii country au înregistrat hit-uri în stilul rockabilly. Din această perioadă, cele mai notabile hit-uri au fost „Hillbilly Rock” aparținând lui Marty Stuart și „All My Rowdy Friends Are Coming Over Tonight” a lui Hank Williams, însă au existat și alți artiști cu același stil care au ajuns în topuri, precum Steve Earle și The Kentucky Headhunters.
Cu toate că stilurile de muzică prezentate mai sus au fost umbrite după 1990 de către apariția stilurilor grunge și rap, ele au lăsat în urmă o audiență de proporții care a continuat să sprijine stilul rockabilly și artiștii influențați de acest stil, de-a lungul anilor ’90 până în prezent.

## Rockabilly în anii 2000
Stilul rockabilly s-a alăturat sub-culturii genurilor muzicale stabilite în Statele Unite. La fel ca și jazz, blues, bluegrass și punk rock, o mică parte dintre muzicienii rockabilly reușesc să câștige un venit sigur dar limitat, principalele mijloace fiind turneele, participarea la festivaluri și înregistrarea pentru casele de discuri independente. La fel ca și alte sub-culturi, scena rockabilly sprijină artiștii și performanțele lor, folosind reviste adresate fanilor genului, site-uri web și pagini de chat.
Cu toate că nici unul dintre artiștii rockabilly nu s-a ridicat la nivelul popularității celor de la The Stray Cats în 1980, scena rockabilly a început să crească în anii 2000. A existat un salt important și interacțiuni între scena rockabilly și renașterea stilului swing. Brian Setzer (de la The Stray Cats și The Brian Setzer Orchestra) a ajutat la unirea celor două subculturi, fiind atât directorul unei trupe rockabilly cât și a uneia swing. Alți artiști precum Tom Catmul și The Clerics, Trick Pony, Danny Dean și The Homewreckers (un trio de muzică country influențat atât de muzica rockabilly cât și de stilul honky-tonk), The Reverend Horton Heat, Rattled Roosters și Royal Crown Revue au avut de asemenea succes în ambele tabere.
Încă există scene rockabilly active în multe dintre orașele importante ale Statelor Unite, în special pe coasta de vest, fiind de menționat festivaluri importante precum festivalul Viva Las Vegas, Hootenanny și festivalul de pe coasta de est, The Rebel Weekend. Fanii rockabilly au făcut cauză comună cu entuziaștii mașinilor clasice hot rod, și multe festivaluri prezintă atât muzica cât și aceste mașini clasice ai anilor ’50. Pe 21 martie 1997 a fost creată „Rockabilly Hall of Fame” (organizație non-profit), pentru a aminti muzica rockabilly timpurie și pentru a-i promova pe aceia care vor să continue în viitor popularitatea și accesibilitatea muzicii rockabilly.
În Europa, stilul rockabily rămâne o subcultură muzicală activă și vibrantă cu un interes puternic atât spre muzicienii care au readus stilul la viață, cât și pentru performanțele și înregistrările artiștilor din anii ’50. Alături de renașterea muzicii rockabilly din anii ’50, au apărut în lume câțiva DJ’s rockabilly. Un motiv important pentru a continua fenomenul noilor generații în descoperirea și adoptarea stilului rockabilly, este nesatisfacția culturii de bază actuale, a muzicii și a icon-urilor stilistice. Rockabilly deseori devine un stil de viață pentru cei implicați. Stilul de viață rockabilly nu este limitat doar la muzică, el este extins la design interior, mașini și chiar la lucruri mărunte cum ar fi tipul de țigări consumate. Cultura rockabilly este o antiteză a modei curente, îmbrățișând „stilul vechi” din societatea marginală (filmele anilor ’50, „The Wild One”, „Rebel Without a Cause” – James Dean, etc). Cultura rockabilly este concentrată în țări precum Statele Unite, Australia, Noua Zeelandă, Marea Britanie și în unele zone din restul Europei.